# Маркелов, Константин Александрович
Константин Александрович Маркелов (20 февраля 1898 года, Саратов — неизвестно) — советский военный деятель, полковник (1942 год).

## Биография
Константин Александрович Маркелов родился 20 февраля 1898 года в Саратове.

### Гражданская война
В мае 1918 года призван в ряды РККА и направлен в 3-ю Туркестанскую кавалерийскую дивизию, где служил красноармейцем и делопроизводителем в составе 1-го Саратовского кавалерийского полка. В ноябре 1919 года назначен на должность начальника отдела продовольствия 1-й кавалерийской бригады, а в сентябре 1920 года — на должность начальника хозяйственной части отдела продовольственного снабжения этой же дивизии. Принимал участие в боевых действиях против войск под командование адмирала А. В. Колчака в районе городов Бугуруслан, Белебей и Уфа, в Актюбинской операции, а также в боях в Туркестане и на красноводском направлении.
В мае 1921 года назначен на должность начальника хозяйственной части Управления продовольственного снабжения Ферганской армейской группы в составе Туркестанского фронта, а в декабре — на должность помощника командира областного Ферганского транспортного полка этого же фронта. Принимал участие в боевых действиях в Ферганской долине против басмачества.

### Межвоенное время
После демобилизации с октября 1922 года работал в Самаркандской области на должности инспектора в АО «Хлебопродукт». Вскоре был переведён Винницу (Подольская губерния), где работал хлебным уполномоченным Винницкой окружной конторы этого же Акционерного Общества. В 1927 году направлен в Сталинград, где вступил в АО «Мельтрест», после чего работал на мельничных предприятиях в Котельниково и Арчеда, а затем принимал участие в строительстве Сталинградского тракторного завода. В этом же году прошёл переаттестацию начальствующего состава и был зачислен в запас начальником химической службы.
В марте 1932 года Маркелов вновь был призван в ряды РККА, после чего назначен на должность начальника химической службы 31-го артиллерийского полка (31-я стрелковая дивизия, Приволжский военный округ), а в апреле 1933 года — на эту же должность в составе 61-го танкового батальона (61-я Балашовская стрелковая дивизия). В декабре того же года направлен на учёбу на химические курсы усовершенствования командного состава в Москве, после окончания которых в мае 1934 года вернулся на занимаемую должность. С апреля 1935 года исполнял должность начальника химической службы 181-го стрелкового полка в составе этой же дивизии, а в декабре того же года — вновь на должность начальника химической должности в составе 61-го танкового батальона, в феврале 1936 года — на должность начальника химической службы 61-й Балашовской стрелковой дивизии, в июле того же года — на должность помощника командира по технической части 2-го отдельного химического батальона (Приволжский военный округ), в апреле 1937 года — на должность командира 4-го моторизованного полка (2-я моторизованная дивизия), в октябре того же года — на должность начальника штаба учебного батальона этого же полка, а в июне 1938 года — на должность помощника начальника штаба 31-й танковой бригады.
После окончания заочного отделения Военной академии имени М. В. Фрунзе в январе 1940 года Маркелов был назначен на должность начальника штаба 19-й запасной стрелковой бригады, а в сентябре того же года — на должность начальника оперативного отдела — заместителя начальника штаба 63-го стрелкового корпуса (Приволжский военный округ).

### Великая Отечественная война
В июле 1941 года назначен на должность начальника 1-го отделения 121-й стрелковой дивизии, а в декабре того же года — на должность начальника штаба этой же дивизии. 121-я дивизия принимала участие в боевых действиях в ходе Смоленского сражения, в Орловско-Брянской оборонительной операции, а затем — в оборонительных операциях на воронежском направлении. Маркелов трижды в составе дивизии находился в окружении. После начала контрнаступления под Москвой дивизия принимала участие в ходе Клецкой наступательной операции, во время которой 10 декабря в бою в районе населённого пункта Волово (Курская область) Маркелов был ранен и контужен. После излечения в мае 1942 года назначен на должность заместителя командира этой же дивизии, которая принимала участие в ходе Воронежско-Ворошиловградской оборонительной операции. 13 июля того же года в бою под Воронежем был тяжело ранен, после чего лечился в военных госпиталях № 359 и 360, дислоцированных в городах Чкалов и Саратов. После выздоровления с февраля 1943 года Маркелов исполнял должность заместителя командира 11-й учебной бригады (Приволжский военный округ).
В июле 1943 года назначен на должность начальника штаба 68-го стрелкового корпуса. С 6 по 30 июля временно исполнял должность командира этого же корпуса, находившегося на формировании в Пензе. В конце июля был передислоцирован и включён в состав 57-й армии. В сентябре Маркелов в связи с необеспечением работы штаба был снят с занимаемой должности и назначен начальником штаба 52-й стрелковой дивизии, ведшей боевые действия по форсированию реки Северский Донец и освобождению Харькова. В октябре назначен на должность начальника штаба 74-го стрелкового корпуса, который принимал участие в наступательных боевых действиях на территории Левобережной Украины. В декабре того же года Маркелов был снят с занимаемой должности и направлен в распоряжение Военного совета 1-й гвардейской армии.
В январе 1944 года назначен на должность заместителя командира 328-й стрелковой дивизии, в феврале — на должность начальника штаба 11-го стрелкового корпуса, затем — на должность заместителя начальника оперативного отдела штаба 1-й гвардейской армии, а в июне того же года — на должность заместителя командира 11-го стрелкового корпуса, который принимал участие в боевых действиях в ходе Восточно-Карпатской, Западно-Карпатской, Моравско-Остравской и Пражской наступательных операций.

### Послевоенная карьера
После окончания войны находился на прежней должности.
С июля 1945 года Маркелов состоял в распоряжении Военного совета Львовского военного округа и в августе того же года назначен на должность заместителя начальника отдела оперативной подготовки штаба Киевского военного округа. С марта 1946 года полковник Константин Александрович Маркелов состоял в распоряжении Военного совета этого округа и в сентябре того же года вышел в отставку по болезни.

## Награды
- Два ордена Красного Знамени;
- Орден Суворова 2 степени;
- Два ордена Отечественной войны 1 степени;
- Орден Красной Звезды;
- Медали.